# Aiptasiodes prima
Aiptasiodes prima is een bloemdier uit het geslacht Aiptasiodes. Aiptasiodes prima werd in 1918 voor het eerst wetenschappelijk beschreven door Stephensen. 